# España en el Festival de la Canción de Eurovisión 1969
España organizó el Festival de la Canción de Eurovisión 1969 en el Teatro Real de Madrid, después de que Massiel ganase el Festival de la Canción de Eurovisión 1968 con la canción La, la, la. TVE eligió internamente a Salomé para representar al país en el festival. La canción, «Vivo cantando», fue elegida en una final nacional.

## Final nacional
La final nacional, llamada I Festival  de la Canción  Española, se celebró en el Teatro Balear de Palma de Mallorca del 20 al 22 de febrero, presentada por Marisa Medina y Joaquín Prat. Salomé había sido ya elegida como cantante, pero las diez canciones candidatas fueron cantadas dos veces, una por ella y otra por otro cantante.
Fueron enviadas unas doscientas canciones, de las cuales fueron seleccionadas diez. Las canciones seleccionadas se anunciaron por orden alfabético, sin revelar los puntos otorgados. Durante los programas actuaron, como acto intervalo, artistas como Manolo Escobar.

### Canciones y artistas participantes
| Canción               | Intérprete       | Intérprete | Autores                              |
| --------------------- | ---------------- | ---------- | ------------------------------------ |
| «Abrázame otra vez»   | Don Caster       | Salomé     | Alfredo Domenech C. Ramos Prada      |
| «Amigos, amigos»      | Lorenzo Valverde | Salomé     | Ramón Cinco Juan Manuel Casado       |
| «Ángelus»             | Elena            | Salomé     | María Lourdes Martí Joaquín Bermúdez |
| «Buenos días»         | Adriángela       | Salomé     | Esperanza Navarro León Borrell       |
| «Despertar a tu lado» | Tony Obrador     | Salomé     | Miguel Portolés José Luis Navarro    |
| «Palabras»            | Daniel Velázquez | Salomé     | Maryni Callejo Juan Pardo            |
| «Siento dentro de mí» | Gloria           | Salomé     | Fernando Piqueras                    |
| «Una vida nueva»      | Ivana            | Salomé     | Aniano Alcalde                       |
| «Vivo cantando»       | Ana Kiro         | Salomé     | Aniano Alcalde María José de Ceratto |
| «Ya viene el día»     | Carlos Antonio   | Salomé     | José Ignacio Cárdena                 |

### Semifinal
La semifinal tuvo lugar en dos sesiones del 20 al 21 de febrero, programadas a las diez de la noche. Los ensayos tuvieron lugar el día anterior a cada sesión y fueron grabados en caso de que ocurriera algo durante la transmisión en directo. Durante la grabación del ensayo de «Amigos, amigos», la interpretación tuvo que ser interrumpida porque Salomé no se sabía la letra. Las canciones seleccionadas se anunciaron por orden alfabético, sin revelar los puntos otorgados.
La semifinal tuvo como actos de apertura a Los Javaloyas, ballet mallorquín y a Rudy Horn. Tras la interpretación de la primera versión de las canciones de la primera sesión, hubo actos intermedios con un imitador de voces y saltos sobre barra; en la segunda sesión, el acto intermedio fue un equilibrista. Como acto intermedio de la semifinal, antes de la revelación de los resultados, hubo actos de ballet moderno, Franz Johan con Gustavo Re, bailes cosacos y Prasanna Rao.
| N.º | Primer pase | Primer pase      | Segundo pase | Segundo pase | Canción               | Puntos | Puesto |
| N.º | O.I.        | Intérprete       | O.I.         | Intérprete   | Canción               | Puntos | Puesto |
| --- | ----------- | ---------------- | ------------ | ------------ | --------------------- | ------ | ------ |
| 1   | 1           | Don Caster       | 6            | Salomé       | «Abrázame otra vez»   |        |        |
| 2   | 2           | Lorenzo Valverde | 7            | Salomé       | «Amigos, amigos»      |        |        |
| 3   | 3           | Elena            | 8            | Salomé       | «Ángelus»             |        |        |
| 4   | 4           | Adriángela       | 9            | Salomé       | «Buenos días»         |        |        |
| 5   | 5           | Tony Obrador     | 10           | Salomé       | «Despertar a tu lado» |        |        |

| N.º | Primer pase | Primer pase      | Segundo pase | Segundo pase | Canción               | Puntos | Puesto |
| N.º | O.I.        | Intérprete       | O.I.         | Intérprete   | Canción               | Puntos | Puesto |
| --- | ----------- | ---------------- | ------------ | ------------ | --------------------- | ------ | ------ |
| 1   | 1           | Daniel Velázquez | 6            | Salomé       | «Palabras»            |        |        |
| 2   | 2           | Gloria           | 7            | Salomé       | «Siento dentro de mí» |        |        |
| 3   | 3           | Ivana            | 8            | Salomé       | «Una vida nueva»      |        |        |
| 4   | 4           | Ana Kiro         | 9            | Salomé       | «Vivo cantando»       |        |        |
| 5   | 5           | Carlos Antonio   | 10           | Salomé       | «Ya viene el día»     |        |        |

Además de la votación de las canciones, se llevó a cabo una votación para premiar a los cantantes:
| Puesto | Cantante        | Puntos |
| ------ | --------------- | ------ |
| 1.º    | Adriángela      | 31     |
| 2.º    | Ivana           | 15     |
| 3.º    | Ana Kiro Gloria | 5      |

### Final
La final tuvo lugar el 22 de febrero a las 22:00. Tuvo como actos de apertura al ballet de Gisa Geert, Los Valldemosa al ilusionista Potassy. Durante el acto intermedio intervinieron el ventrílocuo suizo Fred Roby, un dúo de pianistas polacos y, de nuevo, el ballet de Gisa Geert y el dúo de Franz Johan y Gustavo Re.
| N.º | Primer pase | Primer pase      | Segundo pase | Segundo pase | Canción          | Puntos | Puesto |
| N.º | O.I.        | Intérprete       | O.I.         | Intérprete   | Canción          | Puntos | Puesto |
| --- | ----------- | ---------------- | ------------ | ------------ | ---------------- | ------ | ------ |
| 1   | 1           | Lorenzo Valverde | 6            | Salomé       | «Amigos, amigos» | 8      | 2      |
| 2   | 2           | Adriángela       | 7            | Salomé       | «Buenos días»    | 4      | 4      |
| 3   | 3           | Daniel Velázquez | 8            | Salomé       | «Palabras»       | 8      | 2      |
| 4   | 4           | Ivana            | 9            | Salomé       | «Una vida nueva» | 3      | 5      |
| 5   | 5           | Ana Kiro         | 10           | Salomé       | «Vivo cantando»  | 47     | 1      |

## En Eurovisión
Salomé fue la tercera en actuar en el orden de salida, siguiendo a Luxemburgo y precediendo a Mónaco. Recibió 18 puntos por su actuación, empatando en primera posición con Francia, los Países Bajos y el Reino Unido. Los cuatro países fueron declarados ganadores.